# Ehescheidung (China)
Im Recht der Volksrepublik China kann eine Ehe durch Ehescheidung aufgelöst werden. Die Ehescheidung ist im 4. Kapitel (§§ 31–42) des Ehegesetzes (中华人民共和国婚姻法) geregelt.

## Voraussetzungen der Ehescheidung
Die Scheidung der Ehe erfolgt – ohne vorheriges Getrenntleben – entweder durch Scheidungsvereinbarung oder durch Gerichtsurteil. Bei einer Scheidungsvereinbarung müssen nach § 31 Ehegesetz die Ehepartner bei der zuständigen Registerbehörde die Scheidung beantragen. Verlangt nur eine Seite die Scheidung ist nach § 32 Ehegesetz ein obligatorisches Schlichtungsverfahren durchzuführen. Einziger Scheidungsgrund ist nach § 32 Abs. 2 Ehegesetz die Zerrüttung der Ehe (Unverträglichkeit der Charaktere). Unter den Voraussetzungen des § 32 Abs. 3 (z. B. Mehrehe, häusliche Gewalt) wird die Zerrüttung der Ehe fingiert und das Gericht muss die Ehe scheiden. Will der Ehegatte oder die Ehegattin eines Militärangehörigen die Scheidung, so ist nach § 34 Ehegesetz grundsätzlich dessen Einverständnis notwendig. Während einer Schwangerschaft und bis zu einem Jahr nach der Geburt eines Kindes oder einem halben Jahr nach Schwangerschaftsabbruch darf der Ehemann keine Scheidung verlangen (§ 34 Ehegesetz).

## Folgen der Ehescheidung
Durch die Ehescheidung wird die Ehe aufgelöst. Die Verwandtschaftsbeziehungen zu den Kindern bleiben nach § 36 von der Ehescheidung unbeeinflusst. Erfolgt die Ehe durch Scheidungsvereinbarung sind in dieser das Sorgerecht, Vermögensaufteilung, Unterhalts- und Ausbildungskosten und Besuchsrecht zu regeln.